# Verneuil-sur-Avre

Verneuil-sur-Avre este o comună în departamentul Eure, Franța. În 1 ianuarie 2018 avea o populație de 6.602 de locuitori.